# Bistorta rubra
Bistorta rubra är en slideväxtart som beskrevs av K. Yonekura & H. Ohashi. Bistorta rubra ingår i släktet ormrötter, och familjen slideväxter. Inga underarter finns listade i Catalogue of Life.